# Antonio Santoro (ciclista)
Antonio Santoro (Potenza, 13 settembre 1989) è un ex ciclista su strada italiano con caratteristiche di scalatore, Professionista dal 2011, attivo in formazioni Elite UCI fino al 2020.

## Carriera
Originario della Basilicata, è diplomato in ragioneria. Comincia a gareggiare a 13/14 anni di età nella categoria Esordienti con il Nucleo Gioventù Potenza, e passa poi a correre tra gli Juniores nelle Marche tra le file del team Fred Mengoni USA.
Debutta tra i Dilettanti nel 2008 con la squadra trevigiana Marchiol, ma non ottiene successi né in quella stagione né l'anno dopo, pur classificandosi quarto al Gran Premio Palio del Recioto e al Trofeo Gianfranco Bianchin. Nel 2010, dopo essersi trasferito in Toscana alla Mastromarco, riesce a cogliere i primi successi nella categoria: si aggiudica infatti il Gran Premio La Torre a Fucecchio e due tappe e la classifica generale del Giro delle Valli Cuneesi, oltre a piazzarsi terzo al Girobio.
Passa professionista all'inizio del 2011 con l'Androni Giocattoli, squadra Professional Continental diretta da Gianni Savio. In stagione si classifica quarto al Circuito de Getxo, quinto nella tappa del Passo Maniva al Brixia Tour e nono al Trofeo Melinda, dimostrando le sue abilità di scalatore.
Dopo una seconda stagione alla Androni, in cui gli unici piazzamenti sono un terzo e un quinto posto in due tappe del Tour de Taïwan, scende di categoria firmando per la Ceramica Flaminia-Fondriest, team italiano Continental. Anche il 2013 è avaro di piazzamenti, con solo un nono posto nella classifica generale del Grande Prémio de Torres Vedras. Nel 2014 passa alla Meridiana-Kamen Team, compagine italo-croata, ottenendo alcuni piazzamenti nelle Top 20 di alcune semiclassiche italiane; nel 2015 si accasa invece alla MG.K Vis-Vega, squadra marchigiana, per poi tornare alla Meridiana-Kamen nel 2016. Nel 2017 si trasferisce quindi al team olandese Monkey Town, partecipando a gare in Europa e Asia.
Nell'ottobre 2017 l'UCI ne comunica la sospensione per una durata di sei mesi, dal 29 luglio 2017 al 28 gennaio 2018, a causa di una positività all'acetazolamide riscontrata durante il Tour of Qinghai Lake e dovuta all'assunzione di un farmaco fornitogli erroneamente del medico della squadra.

## Palmarès
- 2007 (Juniores)

2ª tappa Giro di Basilicata (Vaglio Basilicata > Cancellara)
- 2010 (Mastromarco-Chianti Sensi-Benedetti)

Gran Premio La Torre
3ª tappa Giro delle Valli Cuneesi (Sorgenti Maira)
4ª tappa Giro delle Valli Cuneesi (Colle Fauniera)
Classifica generale Giro delle Valli Cuneesi

## Piazzamenti

### Classiche monumento
- Milano-Sanremo

2011: ritirato
- Giro di Lombardia

2011: ritirato